# Foča (region)
Region Foča je jedním ze sedmi regionů Republiky srbské v Bosně a Hercegovině. Nachází se na východě země, u hranice se Srbskem a Černou horou.

## Charakter regionu
Region Foča hraničí na severu s regionem Romanija, na západě s Federací Bosny a Hercegoviny a na jihu s regionem Trebinje. Obyvatelé jsou Srbové; Chorvatů i Bosňáků je zde nepatrně. Většina území regionu je hornatá, horskými masivy si zde proráží cestu řeka Drina a její přítoky, v údolí řeky se půda obdělává. Těží se zde železná ruda a vápenec. Železnice nejsou a silniční síť je ve velmi špatném stavu – ani některé mezinárodní silnice nemají pevný povrch.